# Mini Hatch
Mini Hatch, стилізований як MINI Hatch (або MINI Hardtop у США), також продається як Mini Cooper, Mini One або просто (BMW) Mini, є сімейством дводверних суперміні хетчбек і кабріолет у ретро стилі і (з 2014 року) довший субкомпактний 4/5-дверний хетчбек. Вони були представлені на початку 2000 року німецьким автовиробником BMW під маркою «Mini». Друге покоління було випущено в 2006 році, а третє, додавши довший 4/5-дверний хетчбек, у 2014 році. У 2004 році була додана дводверна версія кабріолета, а в 2008 році — її друге покоління.
BMW представила свій концепт-люк Mini на Франкфуртському міжнародному автосалоні 1997 року, коли марка Mini ще була частиною Rover Group, що належить BMW. Стиль концептуального автомобіля, який мав замінити оригінальний Mini, був добре сприйнятий публікою та отримав подальший розвиток. Новий Mini (Hatch) був випущений BMW у 2001 році, через рік після продажу Rover Group у березні 2000 року та припинення виробництва класичного Mini того ж року. Це була перша модель з того, що перетворилося на плідну серію Mini.
На відміну від попередніх замін, таких як Innocenti Mini 1974 року та Austin Metro 1980 року, які перепакували механічні механізми Mini в модерністський стиль, дещо більші кузови, BMW 21-го століття Mini є протилежністю: вони мають яскраво виражений ретро-стиль, заснований на британських оригіналах, але не ділиться жодними частинами чи технологією з першим.
Хоча хетчбек 2001 року все ще вважається дуже компактним, 3.63 м, довжина була на 58 сантиметрів, або на 19 %, більше ніж 3.05 м, довгий Mini 1959 року. Крім того, на 3.98 м, 2022 п'ятидверний хетч стоїть 68 см, або приблизно на 21 %, більше, ніж початкові 3.3 метри версії міні-універсал.
Моделі BMW Mini виробляються в Коулі, Оксфордшир, Англія, на заводі в Оксфорді, а з липня 2014 року — на VDL Nedcar (колишній завод DAF/Volvo) у Борні, Нідерланди. З 2015 року кабріолет Mini збирають лише в Нідерландах.

## Початковий розвиток

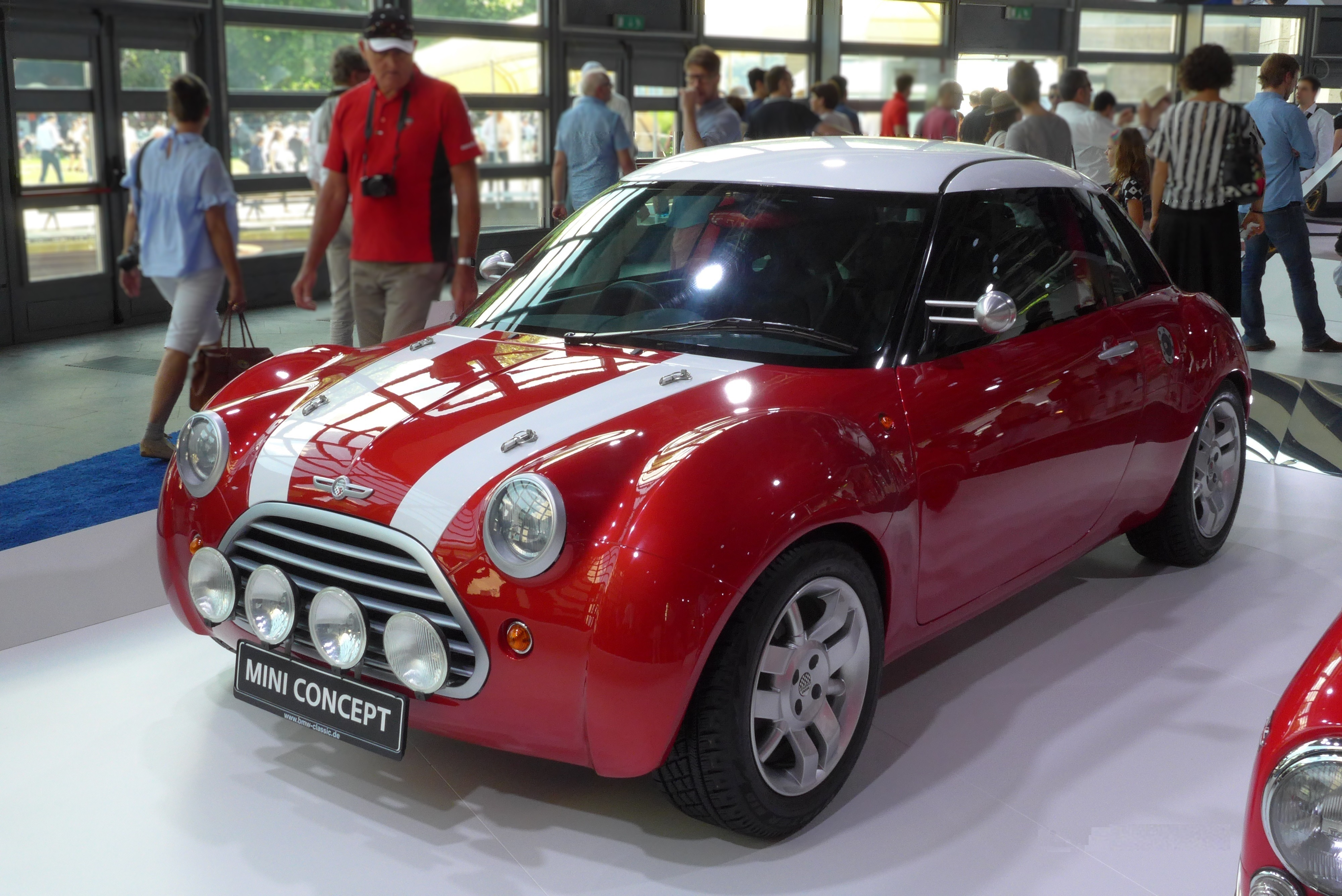
1997 BMW Munich, розроблений, спортивний новий концепт Mini

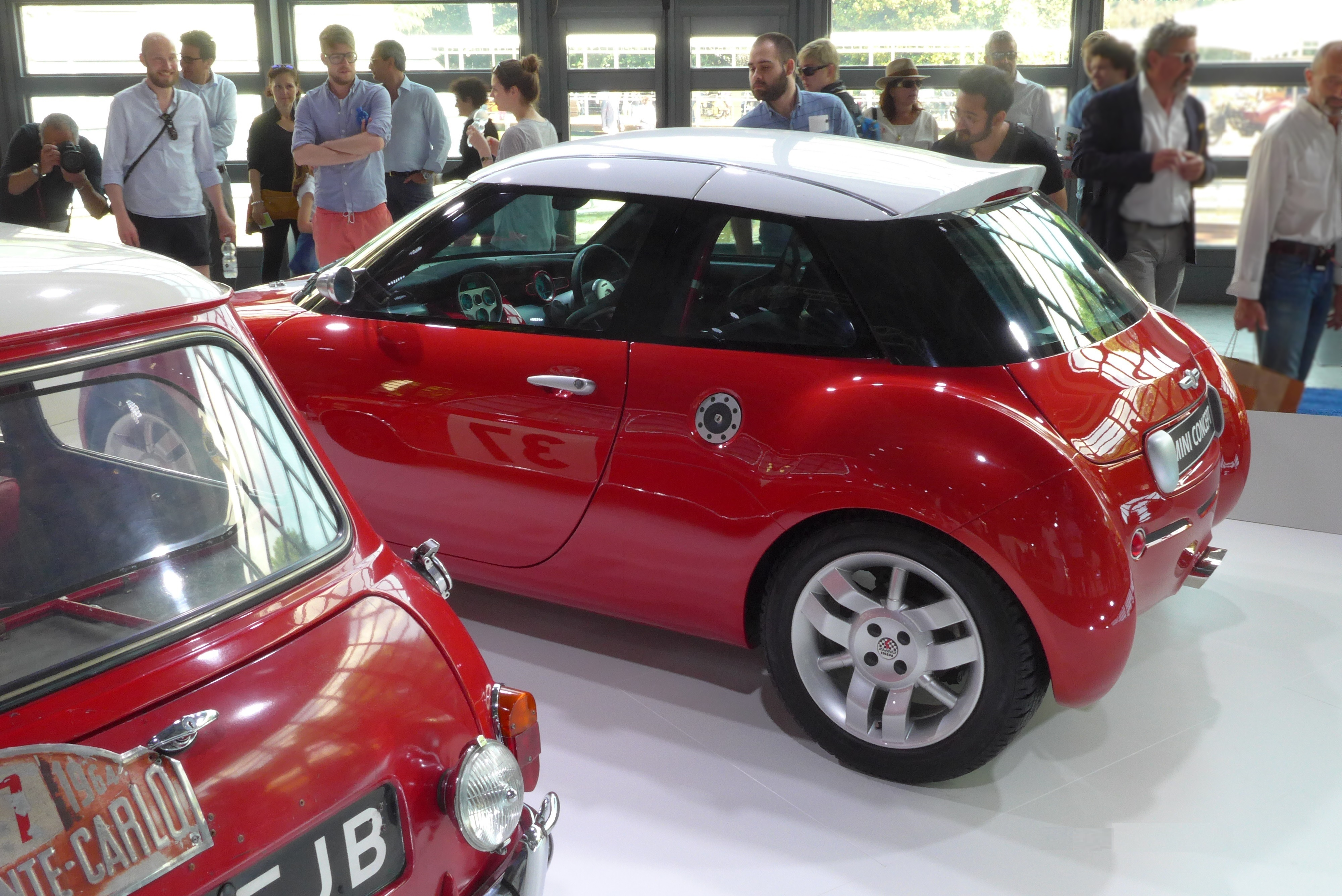
1997 Новий концепт Mini (ACV30) ззаду

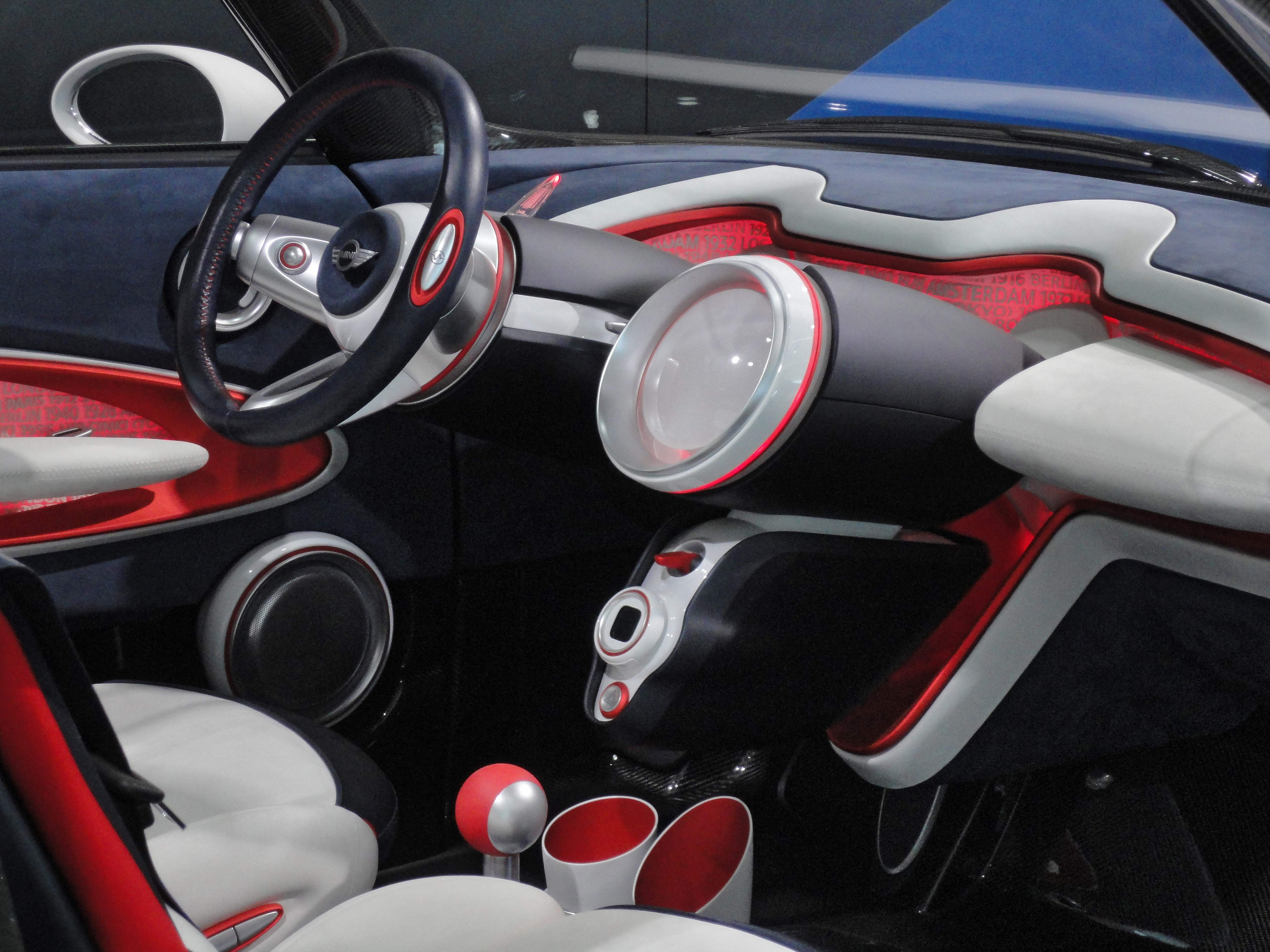
1997 Нова салону кабіни Mini

Mini Hatch (США: Hardtop) був розроблений Френком Стівенсоном і черпав натхнення з оригінального дводверного Mini. Розробка автомобіля велася між 1995 і 2001 роками Rover Group в Гейдоні, Велика Британія, і BMW в Мюнхені, Німеччина. Під час цієї фази розробки між двома дизайнерськими групами тривала постійна суперечка, особливо щодо позиціонування автомобіля; Rover хотів простого економного автомобіля (який також мав би замінити Rover 100 Series, який розвинувся з Metro під час рестайлінгу 1994 року), тоді як BMW підтримував маленький спортивний автомобіль. Плани щодо абсолютно нового суперміні на заміну Metro в середині 1990-х років були відкладені, коли Rover було продано BMW у січні 1994 року, а існуюча модель Metro отримала оновлений стиль і нове позначення.
Концепція була спочатку оприлюднена на Франкфуртському автосалоні 1997 року на спільній прес-конференції BMW/Rover з подробицями двигуна Tritec спільного підприємства Chrysler/BMW та запропонованих рівнів комплектації, включаючи Mini Minor (не використовується) та Cooper/Cooper S.
Зрештою, BMW перемогла, і в 1999 році вони взяли на себе контроль над усім проектом після відходу генерального директора BMW Бернда Пішетсрідера. Коли BMW продала Rover у 2000 році, вона зберегла проект Mini і перемістила заплановану виробничу площадку з заводу Rover в Лонгбрідж на завод BMW в Оксфорді в Коулі, Оксфорд, Англія. Команда дизайнерів, яка працювала над Mini 2001 року, закінчила повнорозмірний глиняний макет Mini за достатньо часу для презентації раді директорів. Однак американський головний дизайнер Френк Стівенсон зрозумів, що у моделі немає вихлопної труби. Його короткострокове рішення полягало в тому, щоб підняти порожню пивну банку, пробити в ній дірку, зняти фарбу та вштовхнути її в глину в задній частині автомобіля, що зайняло всього кілька хвилин. Загальний дизайн макета був настільки гарним, що члени правління сказали йому нічого не змінювати, що призвело до того, що на серійних автомобілях з'явився характерний наконечник вихлопу.

## Перше покоління (R50/52/53; 2000)
Перше нове покоління Mini Hatch було представлено наприкінці 2000 року, будучи першою моделлю, випущеною під маркою Mini після того, як оригінальну Mini було припинено в тому ж році. На деяких європейських ринках Mini One оснащувався 1,4-літра (85 дюйм3) чотирирядна версія двигуна Tritec, але всі інші двигуни Mini з бензиновим двигуном використовували 1,6-літра (98 дюйм3) версії. З 2004 по 2008 рік випускався кабріолет R52 з м'яким верхом.
Між моделями є багато відмінностей у стилі та позначках, у тому числі Cooper S має характерний виріз на капоті. Cooper S також має подвійні вихлопні труби, які виходять під центр задньої балки. Не-S Cooper має більше хромованих деталей, ніж Mini One, і має один вихлоп. Mini One D взагалі не має видимих вихлопних труб.
На деяких ринках, таких як Австралія та США, пропонуються лише Mini Cooper та Cooper S. Інші лінії комплектації, які продаються на різних ринках світу, це Mini Seven, Mini Park Lane, Mini Check Mate та Mini Monte Carlo.
Перше покоління нового Mini отримало оновлене обличчя в липні 2004 року для майбутнього 2005 модельного року. Це також було, коли новий кабріолет був представлений; він не був доступний з дизайном до підтяжки обличчя. Окрім незначних змін дизайну (в основному передньої частини та керма) та покращеного обладнання, механічну коробку передач Rover R65 замінили на п'ятиступінчасту Getrag для MINI One та Cooper.

### Моделі
Автомобілі, вироблені протягом 2001—2006 модельних років, включали чотири моделі хетчбек (Великобританія та деякі міжнародні ринки: Hatch, США: Hardtop, на інших ринках просто Mini): стандартний Mini One, Mini One/D з дизельним двигуном.", більш спортивний «Mini Cooper» і наддувний «Mini Cooper S»; у 2005 році до модельного ряду Mk I було додано опцію кабріолетного даху. У листопаді 2006 року BMW випустила оновлену версію Mini Hardtop як автомобіль 2007 модельного року.
З березня 2002 року Mini експортувався до Японії та продавався в японських дилерських центрах BMW, а також у відділеннях Yanase. Автомобіль відповідав постановам японського уряду щодо розмірів, і презентація Mini збіглася з кількома автомобілями в Японії, які демонстрували ретро-вигляд, який пропонували японські автомобільні компанії.
Назви Cooper і Cooper S — це назви, які використовуються для спортивної версії класичного Mini, які, в свою чергу, походять від участі Джона Купера та Cooper Car Company. Спадщина Купера ще більше підкреслюється асортиментом варіантів налаштування John Cooper Works (JCW). Компанія John Cooper Works також створила вдосконалену модель Mini Cooper S, Mini Cooper S Works. Він має більший об'єм вихлопу та повітряний фільтр, покращені гальма та підвіску, а також інший 17-дюймів (430 мм) колеса від моделей S.
Підготовлена до перегонів версія із заднім приводом під назвою Mini Cooper S3 брала участь у чемпіонаті Belcar з 2002 року.

#### Mini John Cooper Works GP Kit (2006)

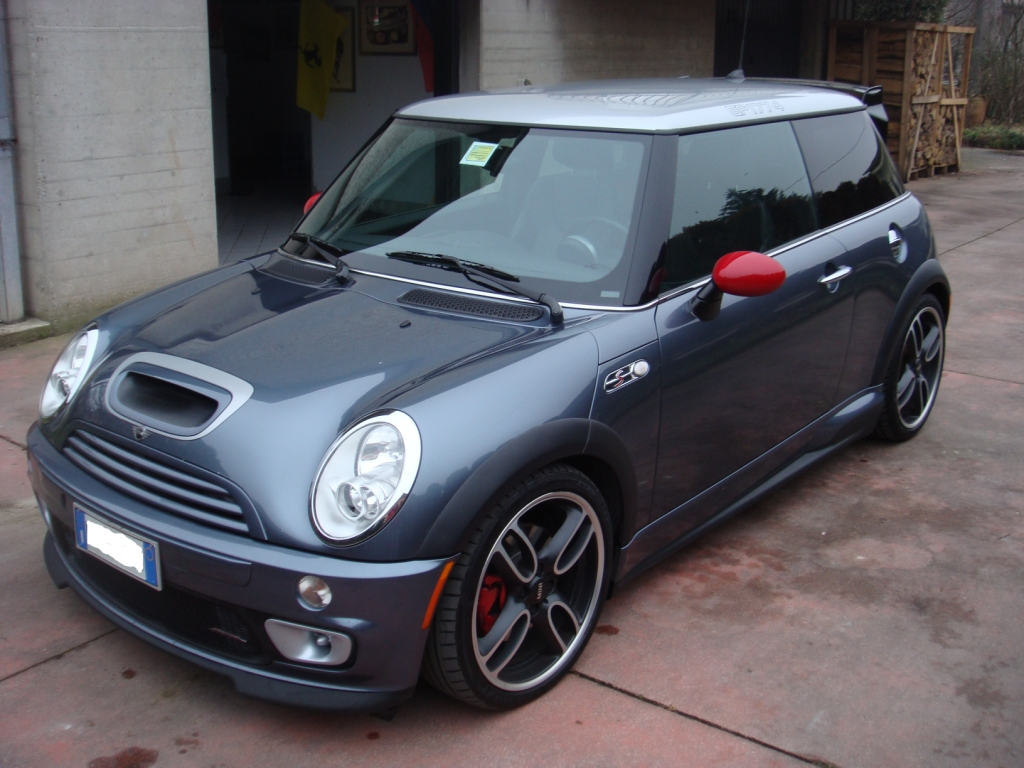
Mini John Cooper Works GP Kit

Останнім варіантом Mk I, який вироблявся з використанням двигуна Tritec з наддувом, був Mini Cooper S з комплектом John Cooper Works GP Kit, легка модель John Cooper Works, наче готова до перегонів. Виготовлений вручну компанією Bertone в Італії, він був запропонований обмеженою серією в 2000 автомобілів протягом 2006 модельного року, причому 444 з тих, що спочатку призначалися для ринку Великобританії, хоча зрештою було продано 459. GP має більш укріплені передні сидіння Recaro, але не має задніх сидінь, що разом зі зниженим звукоізоляцією, видаленням системи миття та очищення задніх боків, додатковим кондиціонером і радіо та іншими кроками зменшення ваги призвело до зменшення ваги близько 40 кілограм порівняно з Cooper S.
Механічно він має менш жорсткий проміжний охолоджувач, перекаліброване керування двигуном, форсунки великого об'єму та вихлопну систему з більш вільним потоком. Додаткові можливості охолодження дозволяють двигуну з наддувом працювати довше за більш низьких температур для кращої продуктивності на трасі, номінальна оцінка 218 к.с. при 7100 об / хв і 250 к.с. при обертальному моменті 4600 об/хв.

### Технічні характеристики

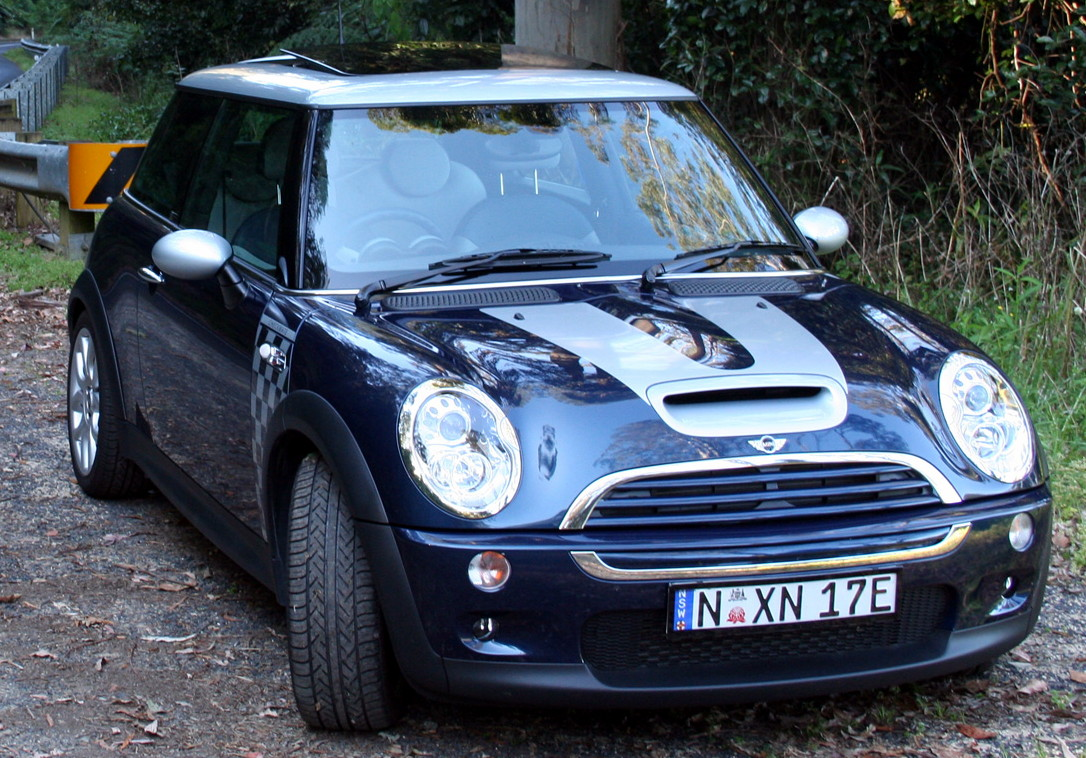
2006 Mini Cooper S Checkmate

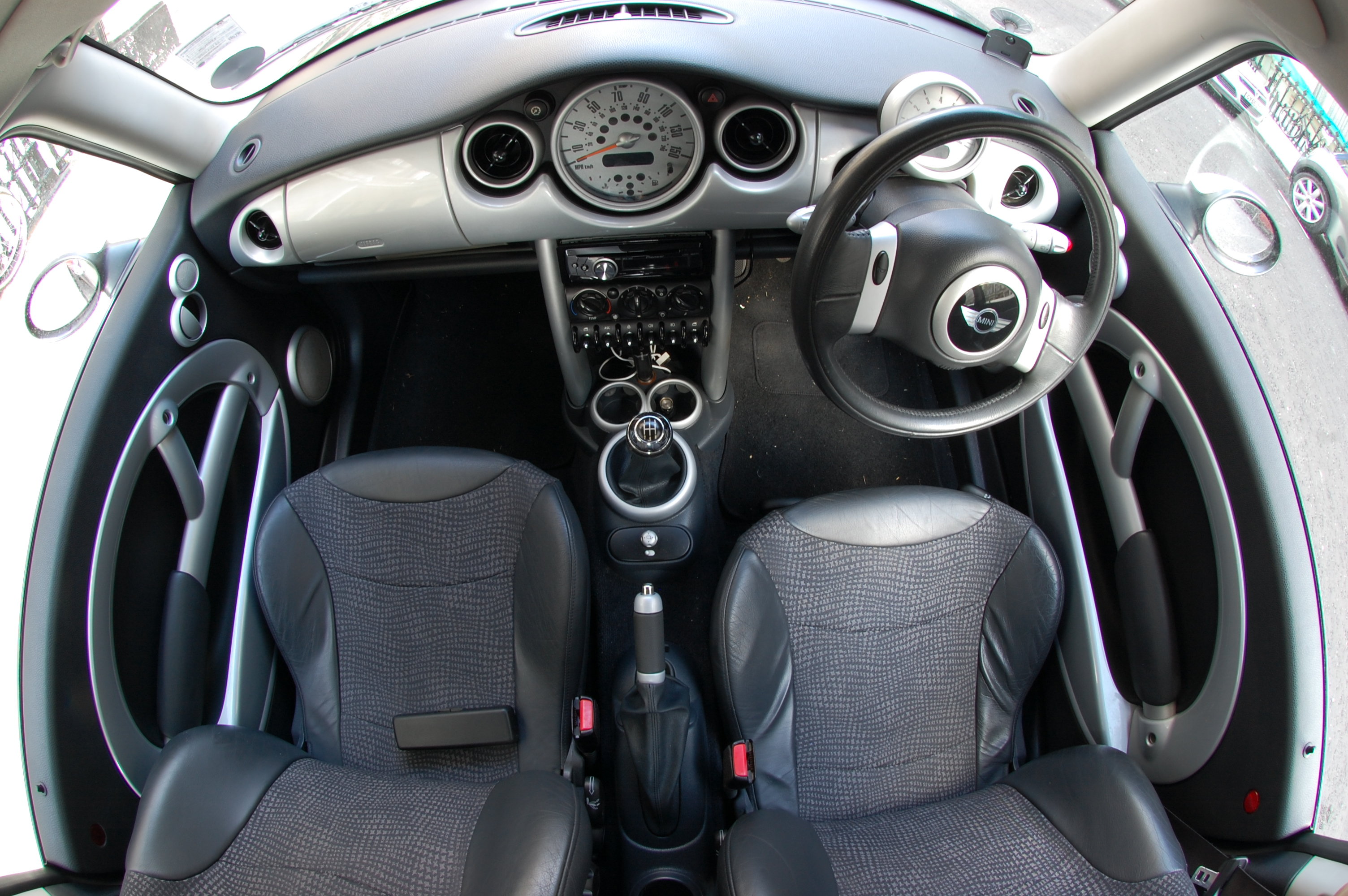
Інтер'єр (до рестайлінгу)

Mk I Mini One, Cooper і Cooper S використовували деякі версії бразильського двигуна Tritec, спільно розробленого американськими Chrysler і BMW; Mini One D використовував дизельний двигун Toyota 1ND-TV. У серпні 2006 року BMW оголосила, що майбутні двигуни будуть створюватися у Великій Британії, що робить автомобіль, по суті, знову британським. Остаточне складання відбулося в Коулі, Оксфорд, а пресування кузова було зроблено в сусідньому Свіндоні на дочірній компанії BMW Swindon Pressings.
Усі моделі використовували поперечно встановлений 4-циліндровий двигун, що приводив у рух передні колеса. Усі 4 колеса зсунуті до кутів кузова для покращення керованості. Стиль автомобіля, як і Volkswagen New Beetle, являє собою ретро-дизайн, який навмисно нагадує оригінальний Mini. Ретро-стиль зберігає інші класичні штрихи Mini, такі як контрастні кольори даху, додаткові смуги на капоті, додаткові ралійні ліхтарі та чорне оздоблення навколо колісних арок і панелей коромисел, які імітують широкі колеса, які є на багатьох класичних Mini.
Mini One і Mini Cooper були доступні з безступінчастою трансмісією ZF VT1F або зі звичайною 5-ступінчастою механічною коробкою передач Midlands (Rover R65) (модельні роки 2002—2004); останній був замінений на 5-швидкісний агрегат Getrag 52BG для решти Mk I виробництво (2005—2006). Cooper S поставлявся з 6-ступінчастою механічною коробкою передач Getrag G285 або повністю автоматичною коробкою передач Aisin 6F21WA/TF60SN з пелюстковими перемикачами. Передаточні числа 6-швидкісної механічної коробки передач Getrag були змінені з виробництва в липні 2004 року.
Усі Mini мали дротяну електронну дросельну заслінку, антиблокувальну систему гальм, електронний розподіл гальмівних зусиль і контроль гальм BMW Cornering Brake Control. Варіантами стабілізації були система контролю тяги ASC від BMW і електронний контроль стабільності DSC для покращення контролю та керованості в несприятливих умовах.
Додавання нагнітача до Mk I Cooper S вимагало перенесення акумулятора в задню частину автомобіля – не залишаючи місця для запасного колеса, тому моделі S постачалися з шинами Run-Flat.

## Друге покоління (R56/57; 2006)
У листопаді 2006 року BMW представила абсолютно нове друге покоління моделі Hardtop/Hatch Mini на оновленій платформі, яка включає багато стилістичних та інженерних змін. У ньому використовується двигун Prince, архітектура якого спільна з PSA Peugeot Citroën і розроблена, щоб бути економічнішою та економічною, і виготовляється на заводі двигунів BMW Hams Hall у Ворікширі, Велика Британія. Розробка була виконана у Сполученому Королівстві BMW Group UK Engineering у Мюнхені, Німеччина, у штаб-квартирі BMW Group, а іншими третіми сторонами BMW Group найняла Italdesign Giugiaro (IDG) у Турині для координації проектування, включаючи розробку та перевірку кузова, конструкції та шасі нового Mini. Ключові виробничі консультанти з постраждалих районів у процесі складання на заводі в Оксфорді були відряджені до IDG на час будівництва, щоб забезпечити плавну інтеграцію нової моделі в Оксфорді.
Спочатку випускався в комплектаціях Cooper і Cooper S; Лінійка була завершена в 2007 році Mk II Mini One. У 2009 році була додана економічна версія під назвою First. З квітня 2007 року дизель був доступний під маркою Cooper D, який був доповнений у 2010 році One D з меншою потужністю, а в січні 2011 року новим 2,0-літровим дизелем під назвою Cooper SD.
24 лютого 2007 року друге покоління було знову запропоновано в Японії на японських заводах BMW, і воно продовжувало відповідати нормативам японського уряду щодо розмірів, які підтримували продаж як хетчбека, так і кабріолета.
Кабріолет другого покоління було представлено на автосалоні в Детройті і Женевському автосалоні як автомобіль 2009 модельного року (вперше доступний для продажу 28 березня 2009). У моделі є пристрій, який продається як «Openometer», який записує кількість хвилин, протягом яких автомобіль працював із засунутим дахом.

### Дизайн
Хоча Mk II має знайомий вигляд, кожна панель на новому автомобілі була змінена порівняно з попередньою моделлю. Нові вимоги щодо безпеки зіткнення з пішоходами призводять до збільшення загальної довжини на 60 мм, і капот піднятий, щоб створити більше простору для передньої частини, щоб поступитися в разі зіткнення. Також індикатори були перенесені вгору, інтегровані в блоки фар. Блоки фар тепер закріплені всередині передніх чвертей панелей, а не інтегровані з попереднім розкладним капотом, тому вони більше не піднімаються вгору при відкриванні капота. Цього вимагало законодавство Сполучених Штатів, яке вимагало відтепер встановлення всіх основних освітлювальних приладів на нерухомих, нерухомих частинах автомобіля.
Автомобіль отримав рестайлінгову решітку радіатора та збільшені задні ліхтарі. Cooper S зберігає ковш капота, щоб зберегти асоціацію з попередньою моделлю – хоча переміщення інтеркулера в передню частину двигуна означає, що совок тепер суто декоративний. Крім того, у Cooper S більше немає батареї, розташованої під підлогою багажника, натомість вона знаходиться в більш традиційному місці під капотом. Задні стійки більше не закриті склом і мають форму, щоб покращити аеродинаміку та зменшити тенденцію до накопичення бруду на задній частині автомобіля. Багато критикований за брак місця для ніг ззаду, Mini додав більше простору для задніх пасажирів, створивши скульптурні вирізи в задній частині передніх сидінь. Кнопка запуску двигуна замінює звичайний ключ запалювання, а з додатковим «Комфортним доступом» автомобіль можна відімкнути кнопкою на дверній ручці, коли ключ наближається до автомобіля.

### Технічні характеристики
Моделі Cooper і Cooper S пропонують нову задню вісь і алюмінієві компоненти для зменшення ваги автомобіля, і опція спортивного комплекту, що включає жорсткіші пружини, амортизатори та стабілізатори поперечної стійкості, пропонується для обох варіантів. Ще одна ключова відмінність — впровадження модернізованого електропідсилювача керма, гостроту якого можна підсилити натисканням кнопки «Sport» перед важелем коробки передач (як автоматичної, так і ручної); Крім того, кнопка «Sport» регулює реакцію на акселератор, а в поєднанні з автоматичною коробкою передач також дозволяє двигуну набрати обертів майже до червоної лінії перед перемиканням передач.
У моделі Cooper чотирициліндровий двигун W11 Tritec було замінено на 120 PS (88 кВт) 1,6-літровий двигун Prince з безступінчатим регулюванням підйому клапана Valvetronic від BMW, розроблений на базовому двигуні Peugeot. Згідно з дорожніми випробуваннями, автомобіль розганяється від 0 до 100 км/год за заявлені 9,1 секунди (0–60 миль/год: 8,5 секунд) і має максимальну швидкість 201 км/год. Економія пального у змішаному циклі становить майже 8 літрів. Більш потужний 129 кВт., Cooper S замінює нагнітач на новий турбокомпресор N14 DOHC з двома спіральними двигунами в інтересах ефективності та має безпосереднє вприскування бензину; отже, ця версія двигуна не має Valvetronic. Цей двигун також має функцію «overboost», яка тимчасово підвищує крутний момент на 20 ньютонометрів при сильному прискоренні. У результаті 0–100 км/год долається за заявлені 7,1 секунди (0–60 миль/год: 6,7 секунди), а максимальна швидкість становить 230 км/год (140 миля/год). Він досягає подібних покращень економії палива, як і Cooper, повертаючи 6,91 літрів в змішаному циклі. Обидва двигуни можуть працювати в парі з 6-ступінчастою механічною або автоматичною коробкою передач. Двигун з турбонаддувом такий самий (хоча з деякими французькими інженерними модифікаціями), як у Peugeot 207 GTi/RC.
У 2011 році двигун Peugeot DV6 (Ford DLD-416) замінили на 1.6 і 2.0 BMW N47 Diesels.

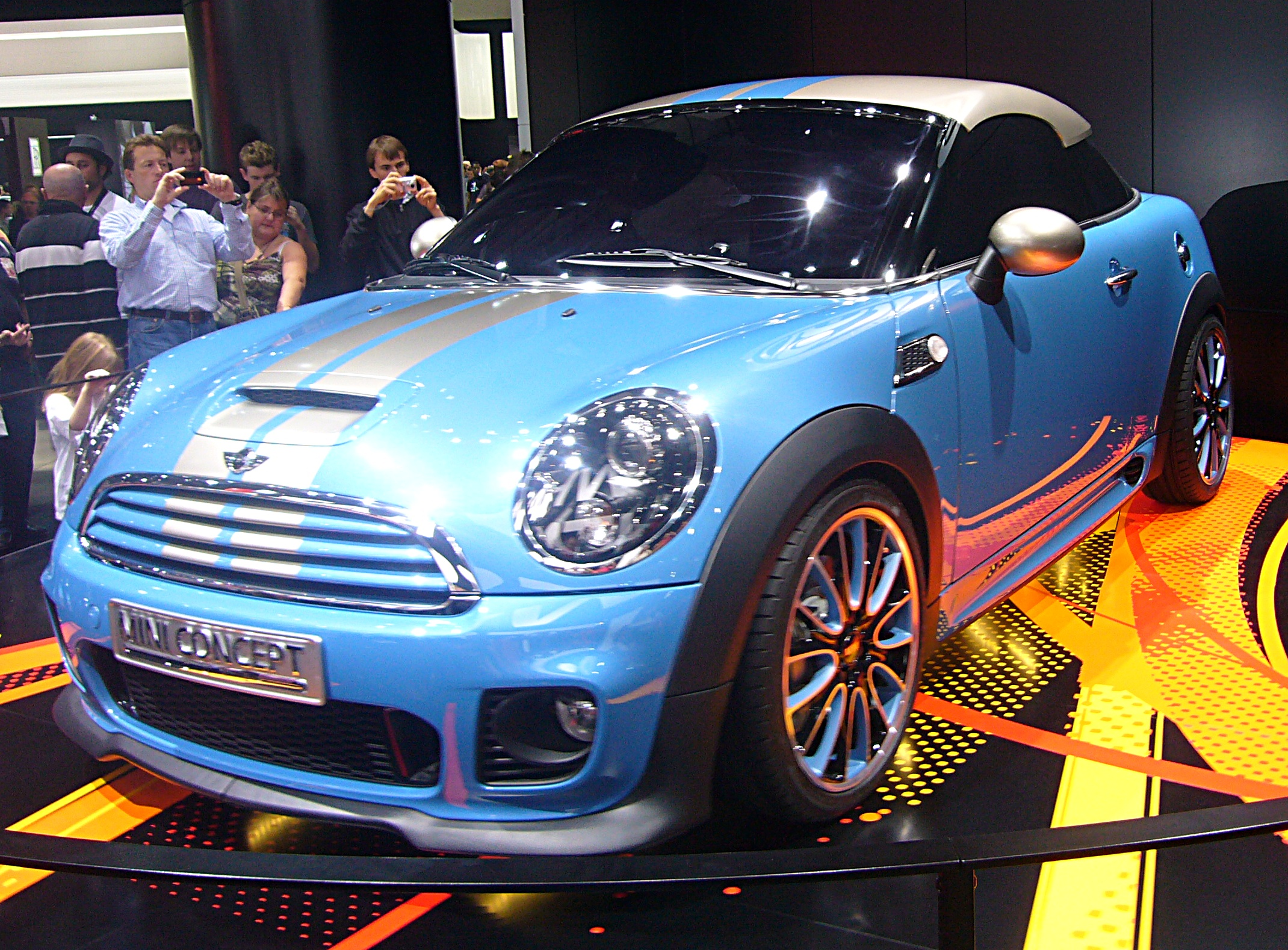
У 2009 році, через 50 років після «дня народження» Mini 26 серпня 1959 року, був показаний святковий концепт купе Mini

Усі моделі Mk II із додатковим динамічним контролем стійкості (DSC) також включають систему «Hill Assist», яка запобігає скочуванню автомобіля назад на схилі, утримуючи гальма протягом 2 секунд після того, як водій відпустить педаль гальма, даючи водієві час, щоб зачепити педаль акселератора без руху транспортного засобу під схил. Крім того, DSC включає гідравлічну систему допомоги при екстреному гальмуванні (EBA) на відміну від механічної системи на Mini без DSC. DSC став стандартом для всіх Mini з вересня 2008 року.

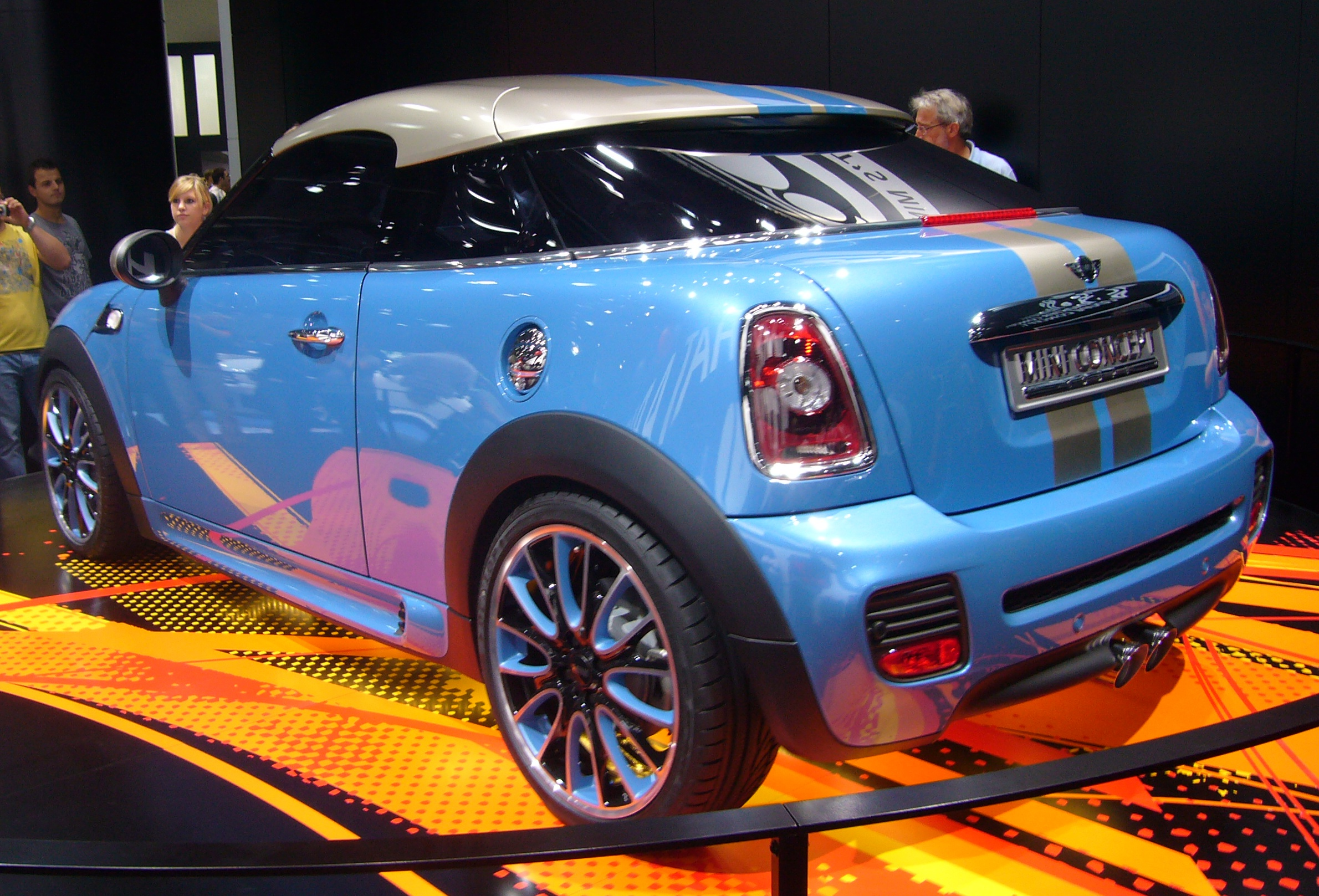
Задня частина двомісного Mini Coupé 2009 року

Інтер'єр Mk II повторює стиль попередньої моделі, але насправді є повністю оновленим дизайном. Багажник нового автомобіля має додаткові 10 літрів (2,2 англ. гал.; 2,6 гал. США) вантажного простору. Інші зміни в дизайні – як видимі, так і інші – зробили внесок у те, що Mini нещодавно отримав п'ять зірок у тестах Euro NCAP. Одним із прикладів є вищий передній капот, який тепер відповідає європейським нормам безпеки пішоходів.
Статистика поломок, наведена Німецьким автомобільним клубом (ADAC) у травні 2010 року, поставила Mini на перше місце в класі малих автомобілів щодо низького рівня поломок, досягнутих для автомобілів віком від 0 до 4 років, ледве побивши Ford Fusion і Mitsubishi Colt.

### Модельний ряд
Лінійка Mk II була випущена з похідними One, Cooper і Cooper S. У липні 2009 року була додана нова бюджетна версія під назвою Mini First. Схожий на One, але менший двигун 1,6 л 75 PS (55 кВт) і без автоматичної опції, він випередив запуск One Minimalism, включивши технології Mini Minimalism. Автомобіль вийшов на ринок з базовою роздрібною ціною £10 950. У січні 2010 року було анонсовано Mini One Minimalism, який був доступний у двох варіантах залежно від ринку: (75 PS (55 кВт) і 98 PS (72 кВт)). Модель продавалася як більш екологічний варіант із низькими 119 грамів (4,2 унція) на кілометр вуглекислого газу (CO 2), завдяки шинам із низьким опором і обробці коліс на одному рівні, а також включав технології мінімалізму, які раніше були виключені з Mini One.
Навесні 2011 року стартував новий дизельний Mini Cooper SD. З новим чотирициліндровим 2,0-літровим турбодизельним двигуном він мав потужність 145 к.с. і максимальним крутним моментом 305 нМ між 1750 і 2700 об/хв.

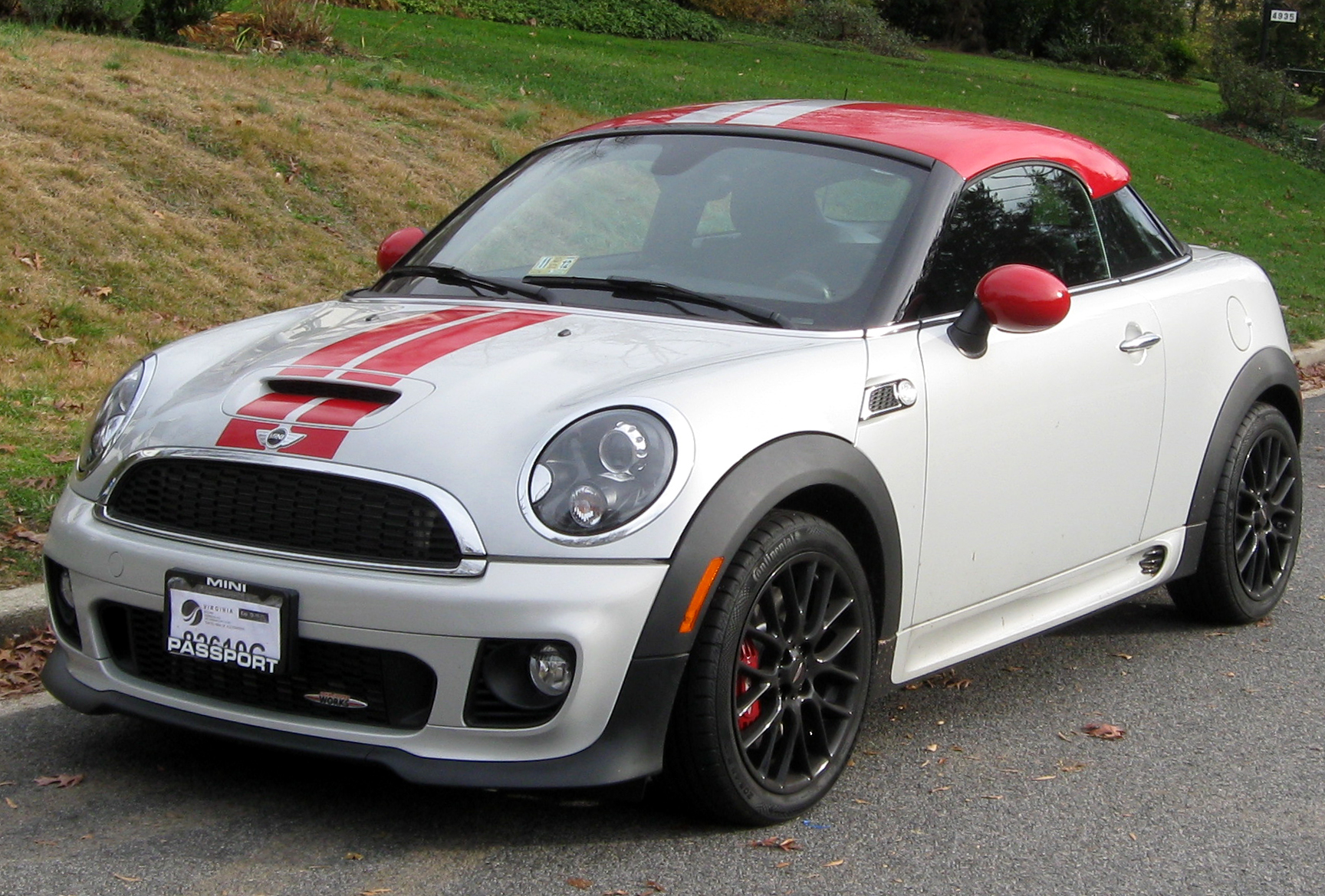
2012 John Cooper Works Coupe

### Міні-купе та родстер (R58/59; 2011; 2012)

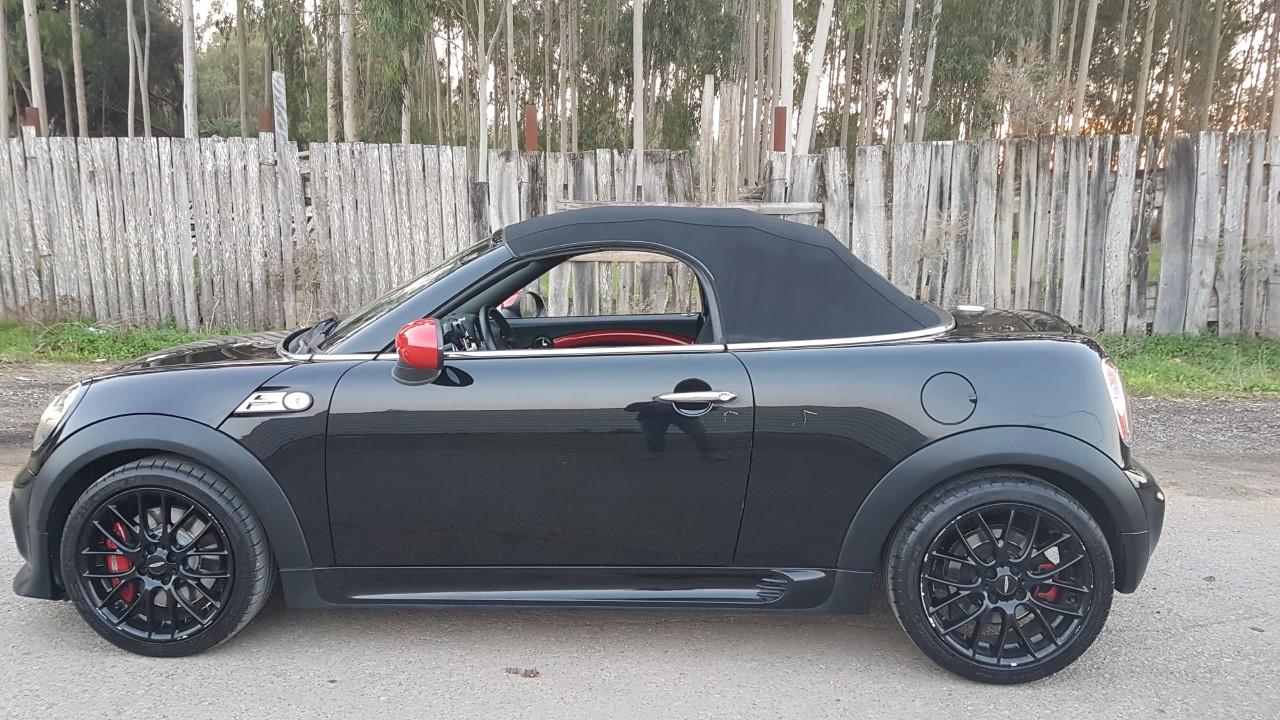
Родстер John Cooper Works 2014 року

У 2011 і 2012 роках відповідно лінійка Mini Mk II була розширена купе, подібним до моделі, вперше показаної в 2009 році, а також моделлю родстера. Обидва суворі двомісні моделі, які були першими для бренду Mini, похідними від кабріолета Mini. М'який дах родстера відкидається вручну або електрично, залежно від ринку.

#### Mini John Cooper Works Challenge (2008—2014)
Mini John Cooper Works Challenge — це спеціально створений гоночний автомобіль на базі R56 Hardtop, який виготовляється на заводі BMW Motorsport у Мюнхені. Challenge був представлений у 2007 році на Франкфуртському автосалоні IA.
Завод BMW Motorsport протягом багатьох років відповідає за будівництво автомобілів Формули-1 і європейських туристичних автомобілів. R56 Challenge має шестиступінчасту механічну коробку передач; 17-дюймові колеса Borbet з гоночними шинами Dunlop Control; Аеродинамічний комплект John Cooper Works, включаючи передній спліттер, задній дифузор і регульоване заднє антикрило з високою притискною силою; гальмівна система AP Racing ABS для гонок; KW відбій підвіски; регульована по висоті та розвалу підвіска; повний каркас безпеки; Сидіння Recaro з шеститочковим ременем безпеки; прилад HANS; гоночне кермо Sparco; система повітряного домкрата; і повністю електронну систему пожежогасіння.

### Спецвидання

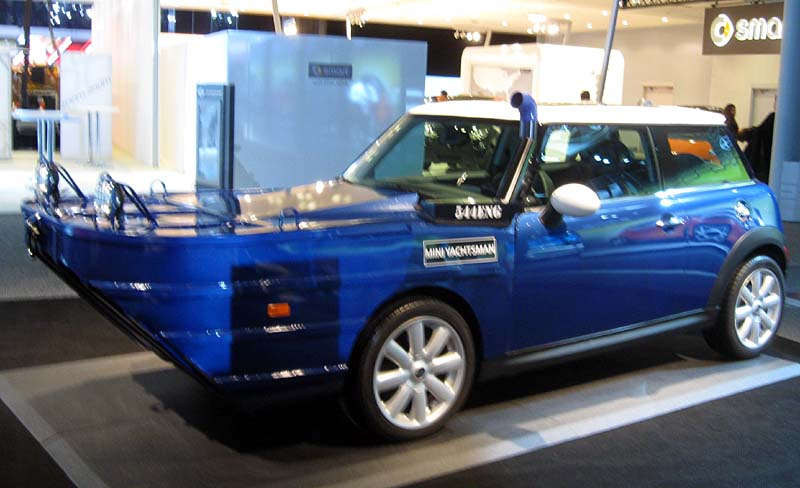
Першоквітневий жарт Mini Cooper під назвою Yachtsman

Стару традицію виробництва спеціальних обмежених версій Mini також було продовжено з новим Mini. Наприклад, Mini Monte Carlo, нещодавно представлений у Сінгапурі, є даниною пам'яті старому Mini Cooper Monte Carlo, який також був випущений обмеженим тиражем Mini на честь повернення Педді Хопкірка на ралі Монте-Карло через 30 років після його першої перемоги.
Щоб відсвяткувати 50-річчя бренду Mini, у 2009 році було випущено дві моделі: Mini 50 Mayfair і Mini 50 Camden.

## Третє покоління (F55/56/57; 2013)
- Бензин:
- 1.2 L B38A12 turbo I3 (One)
- 1.5 L B38A15 turbo I3 (Cooper)
- 2.0 L B48A20 turbo I4 (Cooper S/JCW)
- Дизель:
- 1.5 L B37C15 turbo I3 (One D, Cooper D)
- 2.0 L B47D20 turbo I4 (Cooper SD)

Третє покоління Mini було представлено BMW у листопаді 2013 року, а продажі стартували в першій половині 2014 року. Нова машина 98 р.в мм довший, 44 мм ширше, а на 7 мм вище попередньої моделі на 28 мм подовжена колісна база та збільшення ширини колії на +42 мм (спереду) і +34 мм (ззаду). Збільшення розмірів призводить до збільшення салону та збільшення об'єму багажника до 211 літрів.
Для цього Mini пропонується шість абсолютно нових двигунів, чотири бензинових і два дизельні: дві моделі 1,2-літрового трициліндрового бензинового двигуна з 75 PS або 102 PS, 1,5 л 3-циліндровий бензиновий з 136 PS, (двигун BMW B38), 2,0-літровий чотирициліндровий бензиновий двигун (двигун BMW B48), який виробляє 192 PS для Cooper S та 1,5-літровий 3-циліндровий дизель (двигун BMW B37) у двох рівнях потужності: 95 PS і 116 PS (Cooper D) і 2,0-літровий чотирицилиндровий турбодизель (двигун BMW B47), який виробляє 170 PS (Купер SD). Ці двигуни поєднуються з 6-ступінчастою механічною, 6-ступінчастою автоматичною або 6-ступінчастою спортивною автоматичною коробкою передач.
MINI також випустила абсолютно нову модель під назвою MINI 5-door (відома як 4-door у США, код моделі F55). Він продається як 5-дверна версія нового хетча третього покоління. Базовий 5-дверний MINI — 6 дюйм (152 мм) довший і 190 фунт (86,2 кг) важче, ніж 3-дверні моделі MINI Hatch, зі схожими характеристиками продуктивності та більшим внутрішнім і вантажним простором.
3-дверний Mini з автоматичною коробкою передач досягне 0—97 км/год (0—60 миля/год) за 7,3 секунди для 3-циліндрової бензинової моделі 1,5 л і за 6,4 секунди для 4-циліндрового бензинового двигуна 2,0 л.
Невдовзі до Cooper S приєдналася більш продуктивна модель John Cooper Works у 2015 році.
У 2018 році Life Cycle Impulse (LCI), 6-швидкісна трансмісія з гідротрансформатором Steptronic були замінені на 7-швидкісну трансмісію з подвійним зчепленням у всіх моделях, крім Cooper SD і JCW, причому остання тепер оснащена 8-швидкісною. Стептронік авто. Ці зміни дозволяють підвищити ефективність і покращити результати тестування викидів у циклі WLTP, а також незначно покращити продуктивність.
У 2022 році було виявлено другий імпульс життєвого циклу (LCI). Модель отримала оновлений передок і задню частину, а також оновлений салон.

### Дизайн
Форма дещо більш округла, ніж та, яку він замінив, щоб покращити аеродинамічну ефективність автомобіля та покращити захист пішоходів у разі аварій. Він має значно довший звис і вищий капот. Ця остання модель базується на повністю новій платформі BMW UKL, яка лежить в основі нового BMW 2 серії Active Tourer.
Критика дизайну F56 MINI Cooper була зосереджена на екструдованому та складному дизайні переднього бампера у варіантах Cooper S та JCW, а також на більшому передньому звисі та великих задніх ліхтарях. Подальша критика також була зосереджена на надмірному стилі зовнішнього дизайну.
Mini також є першим у своєму сегменті, який пропонує світлодіодні фари для дальнього та ближнього світла в якості опції.

## Четверте покоління (J01/F65/F66; 2023/2024)

### Електрична версія (J01; 2023)
Четверте покоління електричного хетчбека Mini було представлено 1 вересня 2023 року. Ця модель доступна виключно як 3-дверний хетчбек і продається як Mini Cooper
незалежно від рівня комплектації.  Продажі в Європі почалися в 2024 році, а в Північній Америці він буде доступний як автомобіль 2025 модельного року. Значно оновлена версія Mini Hatch третього покоління продається разом із цим поколінням з 2024 року як опція з двигуном внутрішнього згоряння (ДВЗ). J01 Cooper доступний у двох конфігураціях Cooper E та Cooper SE.
Модель була розроблена та виготовлена компанією Spotlight Automotive, спільним підприємством BMW Group і Great Wall Motor, на нещодавно побудованому заводі в Чжанцзягані, Цзянсу, Китай.  Перші серійні одиниці вийшли з заводу 14 жовтня 2023 року.  Оксфордський завод Mini в Оксфорді, Англія, збирається розпочати виробництво електричного J01 у 2026 році.
Cooper отримав спрощену компоновку салону, де повністю круглий OLED- сенсорний екран у центрі діаметром 240 мм (9,45 дюйма) на базі операційної системи OS9 став єдиним фізичним дисплеєм у салоні.

### Версія з ДВЗ (F65/F66; 2024)
Вироблена у Великобританії версія Cooper з двигуном внутрішнього згоряння (ДВС) розширена до четвертого покоління. Розроблений під кодом моделі F66 (3-дверний), автомобіль дебютував онлайн 6 лютого 2024 року.  Він значною мірою базується на моделі попереднього покоління, одночасно представляючи оновлений стиль із подібними елементами дизайну від акумуляторного електричного J01 Cooper.
F66 Cooper доступний у двох комплектаціях, а саме Cooper C і Cooper S. Cooper C використовує 1,5-літровий трициліндровий двигун з турбонаддувом, який видає 154 к.с. потужності та 230 Н⋅м моменту. У Cooper S використовується більш потужний 2,0-літровий чотирициліндровий двигун з турбонаддувом, який видає 201 к.с потужності та 300 Н⋅м  крутного моменту. Обидва двигуни працюють в парі з 7-ступінчастою коробкою передач з подвійним зчепленням.

## Див.також
- Mini Clubman